# Basalu
Der Basalu ist ein osttimoresischer Berg im Suco Lebos (Verwaltungsamt Lolotoe, Gemeinde Bobonaro). Sein Gipfel befindet sich im Osten der Aldeia Mapelai. Er hat eine Höhe von 1101 m und liegt südwestlich des Dorfes Ibuk. Über den Basalu führt die Straße von Ibuk in Richtung der Nachbargemeinde Cova Lima. Auf dem Gipfel befindet sich die Station Ibuk der Unidade de Patrulhamento de Fronteira (UPF), der osttimoresischen Grenzpolizei.
Im Nordosten befindet sich der Berg Altolebos (1148 m). Östlich liegt das Quellgebiet des llatil, eines Nebenflusses des Ruiketan. Die Wasserläufe westlich fließen zum Malibaca, dem Grenzfluss zu Indonesien.